# La Croisière noire
Pour plus de détails, voir Fiche technique et Distribution.
La Croisière noire est un film documentaire français réalisé par Léon Poirier, sorti en 1926.

## Synopsis
Le film retrace l'épopée de la Croisière noire, expédition composée d'autochenilles, organisée par André Citroën sur le continent africain, du 28 octobre 1924 au 26 juin 1925, de Colomb-Béchar à Madagascar.

## Fiche technique
- Titre : La Croisière noire
- Réalisation : Léon Poirier
- Directeur de la photographie : Georges Specht
- Production : Société des établissements L. Gaumont
- Pays de production :  France
- Format :  Noir et blanc - 1,33:1 - 35 mm - Muet
- Genre : Documentaire
- Durée : 70 minutes
- Date de sortie : 
  - France : 2 mars 1926

## Autour du film
Ce film remporte un immense succès. La première a lieu le 2 mars 1926 à l'Opéra de Paris.